# Special View
Special View è una raccolta del gruppo rock britannico The Only Ones, pubblicato nel 1979 negli Stati Uniti.

## Tracce
1. Another Girl, Another Planet – 3:01
2. Lovers of Today – 3:13
3. Peter and the Pets – 3:04
4. The Beast – 5:45
5. City of Fun – 3:32
6. The Whole of the Law – 2:17
7. Out There in the Night – 3:01
8. Someone Who Cares – 3:10
9. You've Got to Pay – 2:45
10. Flaming Torch – 2:19
11. Curtains For You – 4:14
12. From Here to Eternity – 3:06